# Nevada Semipalatinsk
Nevada Semipalatinsk bylo protijaderné hnutí, bojující především proti jaderným testům v kazašské části Sibiře, na Semipalatinském jaderném polygonu, kde své jaderné zbraně testoval Sovětský svaz. (Semipalatinsk byl ruský název města a oblasti, jež dnes nese jméno Semej). Zakladatelem hnutí byl Kazach Olžas Sulejmenov, disident a ruskojazyčný básník. Hnutí začalo spolupracovat s podobnou americkou společností Nevada Desert Experience, která protestovala proti testům na Nevadské testovací stanici - odtud název, které si hnutí časem osvojilo. Hnutí patřilo k prvním opozičním politickým organizacím v Kazachstánu. Do jeho protestů se zapojily tisíce lidí, což indikovalo změnu společenské atmosféry i na periferiích Sovětského svazu. Kampaň hnutí nakonec vedla k uzavření polygonu roku 1991, byť svou roli sehrálo i uvolnění mezinárodního napětí a tendence k odzbrojování v době Gorbačovovy perestrojky.
Sovětský svaz provedl v letech 1949 až 1989 na kazachstánském polygonu 456 zkoušek jaderných zbraní. Organizace spojených národů odhadla, že jeden milion lidí v okolí Semipalatinsku byl vystaven radiaci, a uvedla, že výskyt vrozených vad a rakoviny je v oblasti mnohem vyšší než ve zbytku země.